# Thryssa encrasicholoides
Thryssa encrasicholoides es una especie de pez del género Thryssa, familia Engraulidae, orden Clupeiformes. Fue descrita científicamente por Bleeker en 1852.
Es una especie inofensiva para el ser humano y posee un escaso valor comercial.

## Descripción
La longitud estándar es de 10,7 centímetros.

## Distribución y hábitat
Se distribuye por el Indo-Pacífico: el océano Índico (Sri Lanka e India) y el Pacífico occidental (Java, Célebes, Timor, Filipinas y el norte de Queensland). Habita en aguas dulces y salobres donde puede alcanzar los 50 metros de profundidad.